# Sistar
Sistar (kor.: 씨스타) war eine vierköpfige Girlgroup der zweiten K-Pop-Generation aus Südkorea, die 2010 von der Talentagentur Starship Entertainment gegründet wurde. Die Gruppe bestand aus der Bandleaderin Hyolyn, Bora, Soyou und Dasom. Ihr Debütalbum So Cool wurde am 9. August 2011 veröffentlicht. Das zweite Album Give It to Me wurde am 11. Juni 2013 veröffentlicht. Ihre erfolgreichsten Songs sind unter anderem So Cool, Alone, Touch My Body, Loving U und Give It to Me. Ihre vierte Single, So Cool, erreichte Platz eins der Billboard Korea K-Pop Hot 100 Single-Charts.

## Geschichte

### 2010–2012: Debüt und Erfolge mitSo Cool,AloneundLoving U
Sistar begannen ihre Gruppenaktivitäten Anfang 2010 mit Werbungen und Fotoshootings. Die Gruppe hatte ihr Debüt mit der Single Push Push am 3. Juni 2010. Sie hatten ihren ersten Auftritt am 4. Juni 2010 bei Music Bank und setzten von da an ihre Promotion bis zum 26. Juli 2010 fort.

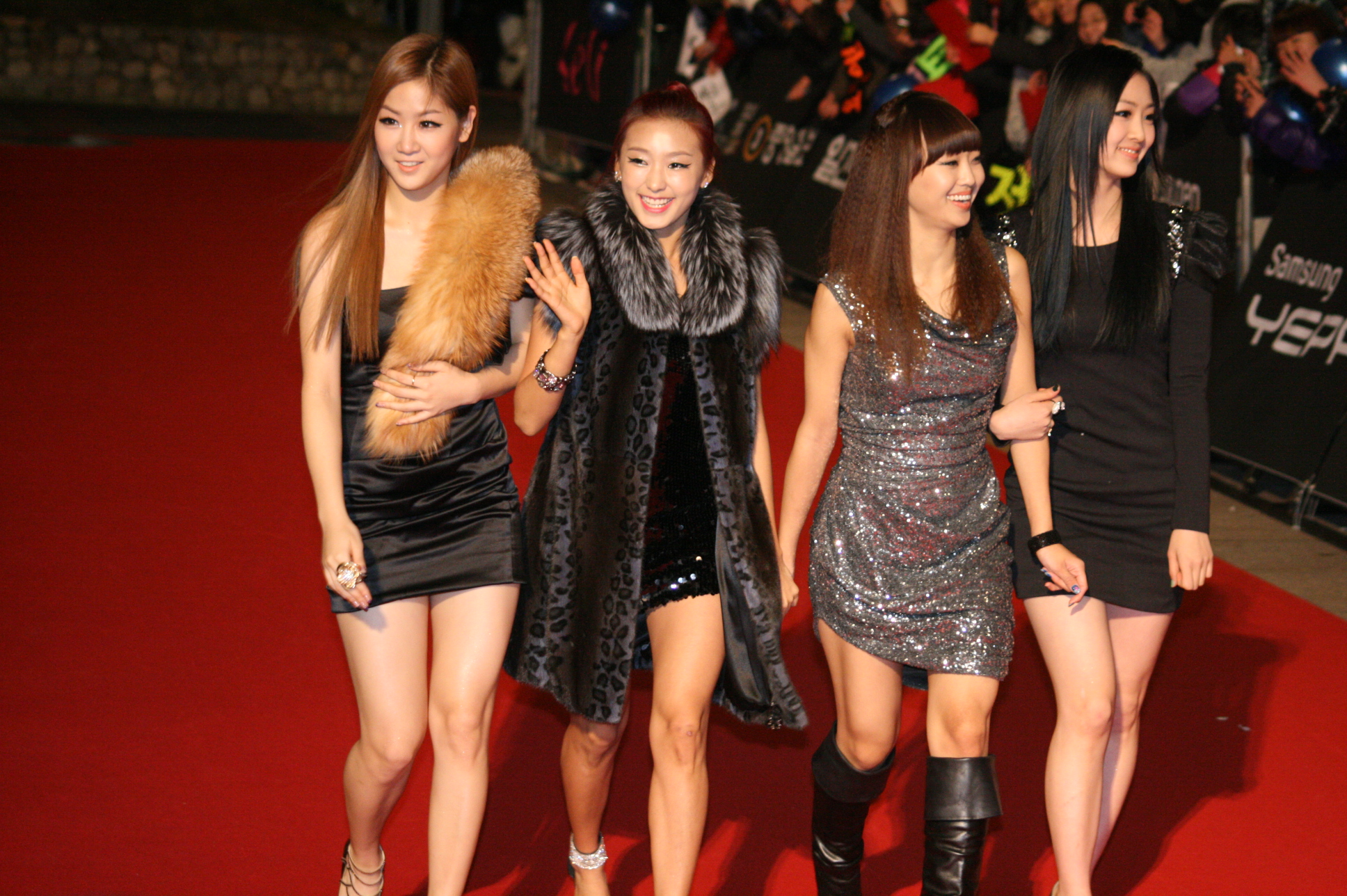
Sistar bei den Golden Disk Awards 2010.

Am 25. August 2010 erfolgte die Veröffentlichung der zweiten Single, Shady Girl. Im dazugehörigen Musikvideo hatte Kim Hee-chul von Super Junior einen Gastauftritt. Die Gruppe bekam große mediale Aufmerksamkeit durch ein von einem Fan aufgenommenen Video von einem Auftritt beim Let’s Start Sharing Concert vom 28. August 2010. Während des Auftritts rutschte Bora aus, worauf die anderen Mitglieder aufhören zu singen, um ihr wieder auf die Beine zu helfen. Bora hat sich bei dem Sturz den Daumen gebrochen. Das Video wurde, unter anderem, bei G4s Online-Sendung Attack of the Show und bei RTL Explosiv gezeigt.
Am 14. September 2010 waren Sistar zum Hallyu Music Festival in Japan eingeladen, um dort als einzige K-Pop Girlgroup aufzutreten. Am 10. Oktober 2010 traten sie in der Show Teen Superstar in Thailand auf. Im November veröffentlichten sie ihre dritte Single How Dare You. Am 9. Dezember 2010 gewannen Sistar bei den Golden Disk Awards den Newcomer Award. Am 27. Dezember 2010 gewannen sie bei Music Bank die erste Auszeichnung in einer Musikshow für How Dare You.
Am 27. April 2011 wurde die Gründung der Subgruppe Sistar19, bestehend aus den Mitgliedern Hyolyn und Bora, bekannt gegeben. Ihre Debütsingle Ma Boy wurde am 3. Mai 2011 veröffentlicht. Sistar19 hatten ihren ersten Auftritt am 5. Mai und setzten ihre Promotion den gesamten Monat fort. Am 9. August 2011 wurde ihr erstes Studioalbum, So Cool, veröffentlicht. So Cool war der erste Nummer-eins-Hit der Billboard Korea K-Pop Hot 100 Charts nach dem Start am 25. August 2011. Am 11. September 2011 gewannen Sistar ihren ersten Mutizen Award bei Inkigayo.
Anfang April wurde bekannt gegeben, dass ihr Comeback-Auftritt mit So Cool in 41 Länder ausgestrahlt wird. Ihr erstes Minialbum, Alone, wurde am 12. April 2012 veröffentlicht und enthielt sechs Songs die von Brave Brothers produziert wurden. Ihre zweite EP, Loving U, wurde am 28. Juni 2012 veröffentlicht. Die zweite EP beinhaltete den Titelsong Loving U der von Duble Sidekick produziert wurde, den neuen Song Holiday und Remixe der vergangenen Hits.

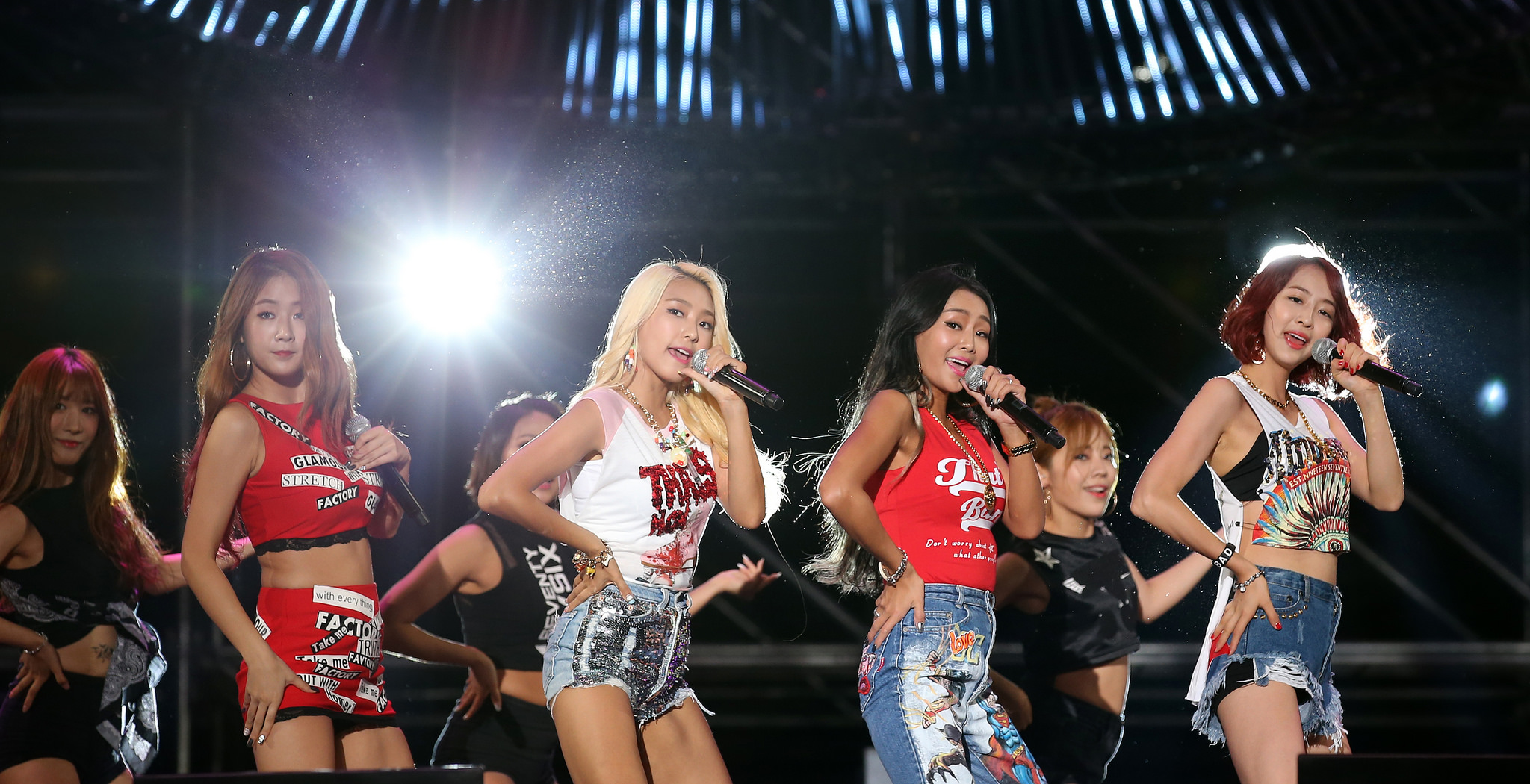
Sistar am 70. Unabhängigkeitstag der Republik Korea.

### 2013–2015:Give It to Me, Sommer-Hits und Solo/Duo-Aktivitäten
Sistar19 veröffentlichten ihre erste EP, Gone Not Around Any Longer, und den gleichnamigen Titelsong am 31. Januar 2013. Ihr Plattenlabel Starship Entertainment kündigte am 16. Mai 2013 Sistars Rückkehr für Mitte Juni an. Mit einer weiteren Bestätigung am 2. Juni 2013 kündigte das Label an das Sistar ihr Comeback mit ihrem zweiten Studioalbum machen werden. Am 3. Juni 2013 wurden Teaser-Fotos von Bora und Dasom veröffentlicht. Am darauffolgenden Tag wurden Teaser-Fotos von allen Bandmitgliedern für Give It to Me veröffentlicht und es wurde bekannt gegeben, dass Give It to Me unter einem Moulin Rouge Thema stehen wird. Der Video-Teaser für Give It to Me wurde am 6. Juni 2013 veröffentlicht. Das zweite Studioalbum, Give It to Me wurde am 11. Juni 2013 zusammen mit dem gleichnamigen Titelsong veröffentlicht. Das Album erreichte Platz vier der Gaon Music Charts. Am 26. Oktober 2013 traten Sistar für Südkorea bei dem ABU TV Song Festival 2013 in Hanoi, Vietnam mit Give It to Me an. Drei weitere Singles: The Way You Make Me Melt, Crying und Bad Boy sowie zwei weitere Werbe Singles wurden ebenfalls veröffentlicht, um das Album zu bewerben. Am 26. November 2013 veröffentlichte Hyolyn ihr erstes Studioalbum Love & Hate welches Platz fünf der Gaon Charts erreichte.

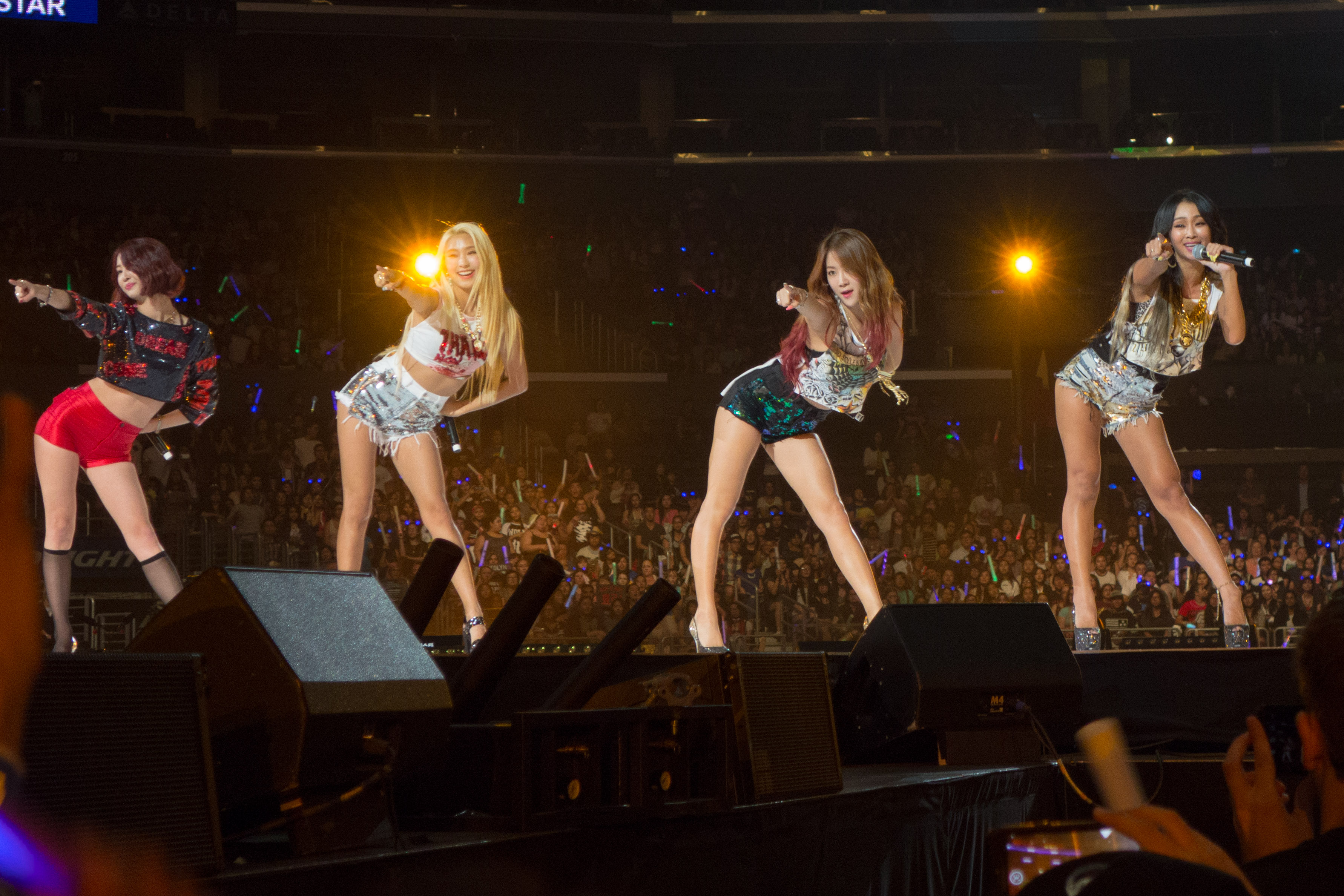
Sistar bei der KCON 2015.

Am 5. Juni 2014 gab Sistar's Plattenlabel, Starship Entertainment, bei Newsen bekannt, dass die Gruppe gerade an einem neuen Album arbeitet und ihr Comeback Anfang Juli haben wird. Am 21. Juli veröffentlichte Sistar ihre dritte EP, Touch N Move, zusammen mit dem Titelsong Touch My Body. Die EP war kommerziell sehr erfolgreich und erreichte Platz zwei und acht in den Gaon Charts und den Billboard US World Album Charts. Ende Juli wurde die Single Naughty Hands veröffentlicht. Kurz nach der Promotion für Touch My Body veröffentlichten Sistar am 26. August 2014 als Sommer-Special ihre vierte EP Sweet & Sour. Die EP enthielt die beiden neuen Songs I Swear und Hold on Tight und vier Remixes von den Singles Loving U, Gone Not Around Any Longer, Give It to Me und Touch My Body. Im Dezember gewannen sie den Best Female Group Award bei den Mnet Asian Music Awards 2014.
Am 22. Juni 2015 veröffentlichten Sistar ihre fünfte EP, Shake It, zusammen mit dem gleichnamigen Titelsong. Shake It erreichte Platz drei der Gaon Charts. Ende Juni wurden die beiden neuen Singles Shake it und Don't Be Such a Baby veröffentlicht. Im August wurde bekannt gegeben, dass Hyolyn in der zweiten Staffel von Unpretty Rapstar zu sehen sein wird. Am 1. August 2015 traten Sistar bei der KCON 2015 in Los Angeles, Kalifornien auf. Am 14. August 2015 traten sie auf dem 70. Unabhängigkeitstag der Republik Korea, ihrem Heimatland, auf. Am 7. September 2015 veröffentlichte Hyolyn die Single The Wall Destroyer zusammen mit dem Eluphant Mitglied, Keebee. Am 22. September 2015 veröffentlichte Soyou in Kollaboration mit dem Sänger Kwon Jeong Yeol von der Band 10 cm die Single Lean on Me.

### 2016–2017:Insane Love,Lonelyund Auflösung
Am 3. Mai 2016 wurde bekannt gegeben, dass Sistar im Juni ihr Comeback mit einer EP, dessen Titelsong von Black Eyed Pilseung produziert wurde, machen werden. Am 4. Juni 2016 feierten Sistar und ihre Fans den sechsten Geburtstag der Band. Am 10. Juni wurde eine Kollaboration von Sistar und DJ Soda veröffentlicht. Am 14. Juni 2016 wurde bekannt gegeben, dass der Titel ihrer vierten EP I Like That heißen wird. Am 20. Juni 2016 begann der Live Countdown für die Veröffentlichung der EP und des Musikvideos. Starship Entertainment veröffentlichten die Musikvideos zu I Like That und Insane Love am 20. Juni 2016 auf deren offiziellem YouTube Channel.
Im Mai 2017 veröffentlichten Sistar ein Teaser-Foto, das bekannt gab, dass sie ihr Comeback Ende Mai machen werden. Am 22. Mai 2017 erklärte Starship Entertainment, dass Sistar mit diesem Projekt ihr letztes Comeback machen und sich nach ihrer siebenjährigen Laufbahn als Band auflösen werden. Ihr letzter Song mit dem Titel Lonely, der von Black Eyed Pilseung komponiert wurde, wurde am 31. Mai 2017 veröffentlicht. Alle Bandmitglieder schrieben ihre eigenen persönlichen Abschiedsbriefe, in denen sie ihre spätere Auflösung bestätigten.
Die Gruppe trat mit ihren größten Hits Touch My Body, Shake It, Loving U, I Swear und ihrem letzten Song Lonely in vier großen Musikshows auf. Sie hatten ihren letzten Auftritt bei Inkigayo am 4. Juni 2017 und lösten sich danach offiziell auf.

## Subgruppe
Sistar’s Subgruppe, Sistar19, machte ihr Debüt 2011 mit den Bandmitgliedern Hyolyn und Bora. Ihre erste Single, Ma Boy, wurde im Mai 2011 veröffentlicht. Im Januar 2013 folgte die Single Gone Not Around Any Longer zusammen mit der gleichnamigen EP.

## Diskografie
Studioalben

| Jahr | Titel Musiklabel                     | Höchstplatzierung, Gesamtwochen, AuszeichnungChartsChartplatzierungen (Jahr, Titel, Musiklabel, Platzierungen, Wochen, Auszeichnungen, Anmerkungen) | Anmerkungen                                                            |
| Jahr | Titel Musiklabel                     | KR | Anmerkungen                                                            |
| ---- | ------------------------------------ | --- | ---------------------------------------------------------------------- |
| 2011 | So Cool Starship Entertainment       | KR10 (35 Wo.)KR | Erstveröffentlichung: 9. August 2011 Verkäufe: + 25.777                |
| 2013 | Give It to Me Starship Entertainment | KR5 (20 Wo.)KR | Erstveröffentlichung: 11. Juni 2013 Verkäufe KR: + 22.365; JP: + 1.278 |

## Tourneen

### Konzerte
- 2012: Femme Fatale[43]
- 2013: Live Concert: S[44]
- 2012: Live Concert: S - Hong Kong[45]

## Filmografie

### Fernseher
| Jahr | Sendung                           | Anmerkung                   | Episoden |
| ---- | --------------------------------- | --------------------------- | -------- |
| 2011 | Sistar & Leeteuk's Hello Baby     |                             |          |
| 2014 | Midnight in Hong Kong with Sistar | Y-STAR spezial Ausstrahlung |          |
| 2015 | Sistar Showtime                   |                             | 1–8      |

## Auszeichnungen
2010
- Golden Disk Award
  - in der Kategorie Newcomer[49]

2011
- Seoul Music Award
  - Best Newcomer[50]
- Melon Music Award
  - Top 10[51]

2012
- Golden Disk Award
  - Digital Bonsang für So Cool[52]
- Seoul Music Award
  - Bonsang[53]